# NGC 1818
NGC 1818 је расејано звездано јато у сазвежђу Златна риба које се налази на NGC листи објеката дубоког неба.
Деклинација објекта је - 66° 26' 4" а ректасцензија 5h 4m 14,8s. Привидна величина (магнитуда) објекта NGC 1818 износи 9,7. NGC 1818 је још познат и под ознакама ESO 85-SC40.